# スティーヴ・タイレル
スティーヴ・タイレル（Steve Tyrell、1944年12月19日 - ）は、アメリカの歌手および音楽プロデューサー。
ロッド・スチュワートのアルバム『ザ・グレイト・アメリカン・ソングブックVol.3』のプロデューサーとして、2004年のグラミー賞を受賞した。カリフォルニア州ロングビーチのKKJZでジャズのラジオ番組のホストを担当している。
タイレルは、セプター・レコード (Scepter Records)のA&Rおよびプロモーションの責任者を務めていた。彼は、B・J・トーマスのヒット曲「フックト・オン・ア・フィーリング」と「雨にぬれても (Raindrops Keep Falling On My Head)」のプロデュースに絡んだ。また、テレビ番組『The Heights』のために「How Do You Talk to an Angel」を、ジェイミー・ウォルターズのために「Hold On」、B・Jとエルヴィス・プレスリーのために「It's Only Love」を作曲した。
映画『花嫁のパパ』のサウンドトラックでは「The Way You Look Tonight」を歌った。タイレルは、キャバレー歌手のボビー・ショートからカフェ・カーライルにおける毎年恒例の休暇を過ごす邸宅を受け継いだ 。

## ディスコグラフィ

### リーダー・アルバム
- A New Standard (1999年、Atlantic)
- 『スタンダード・タイム』 - Standard Time (2001年、Columbia)
- 『ディス・タイム・オブ・ジ・イヤー』 - This Time of The Year (2002年、Columbia)
- 『ディス・ガイズ・イン・ラヴ』 - This Guy's in Love (2003年、Columbia)
- 『ソングス・オブ・シナトラ』 - Songs of Sinatra (2005年、Hollywood)
- 『ザ・ディズニー・スタンダード』 - The Disney Standards (2006年、Walt Disney)
- 『バカラックへの想い』 - Back to Bacharach (2008年、Koch)
- It's Magic: The Songs of Sammy Cahn (2013年、Concord)
- That Lovin' Feeling (2015年、Concord)
- A Song for You (2018年、EastWest)
- Shades of Ray: The Songs of Ray Charles (2019年、Arts Music/Warner)